# Frólovo
Frólovo (ruso: Фро́лово) es una ciudad rusa ubicada en el centro de la óblast de Volgogrado. Dentro de su óblast, está constituida como ókrug urbano, cuyo territorio forma un enclave en el centro-suroeste del raión homónimo, al que no pertenece.
En 2021, el territorio del ókrug urbano tenía una población de 35 661 habitantes. Dicho territorio se corresponde casi exactamente con el casco urbano de la ciudad, excepto un barrio septentrional llamado Prígorodni, que oficialmente se considera una localidad rural aparte y por tanto pertenece al raión de Frólovo. A efectos de desconcentración administrativa de los órganos federales y de la óblast, Frólovo alberga la sede administrativa del raión sin formar parte del mismo; sin embargo, desde 2014, la sede del autogobierno local del raión se ubica en Prígorodni.
Se ubica unos 140 km al noroeste de la capital regional Volgogrado, junto a la carretera R22 que lleva a Borisoglebsk y Tambov. El río Archeda atraviesa el casco urbano de Frólovo.

## Historia
Se conoce la existencia de la localidad desde mediados del siglo XIX, cuando aquí había dos pequeños jutorá llamados "Lyzhinski" (Лыжинский) y "Frólovo", que formaban parte de la óblast del Voisko del Don. Entre 1869 y 1871 comenzó a construirse entre ambas un poblado ferroviario, al abrirse aquí una estación en la línea de ferrocarril de Griazi a Tsaritsyn. Las dos localidades originales se fusionaron con el poblado ferroviario para formar un único jútor con el nombre de Frólovo, que desde 1886 tuvo iglesia propia. Antes de la Revolución rusa, el jútor tenía ya más de tres mil habitantes. La Unión Soviética le dio el estatus de capital distrital en 1928, cuando se definieron los raiones del krai del Bajo Volga, y el de ciudad en 1936. En 1976, Frólovo se separó de su raión y pasó a formar una unidad administrativa directamente subordinada a la óblast de Volgogrado. Siguió albergando todas las sedes administrativas del raión hasta 2014, cuando el autogobierno local del raión se trasladó a Prígorodni.